# Accord de Cotonou
Convention de Lomé Accord de Samoa

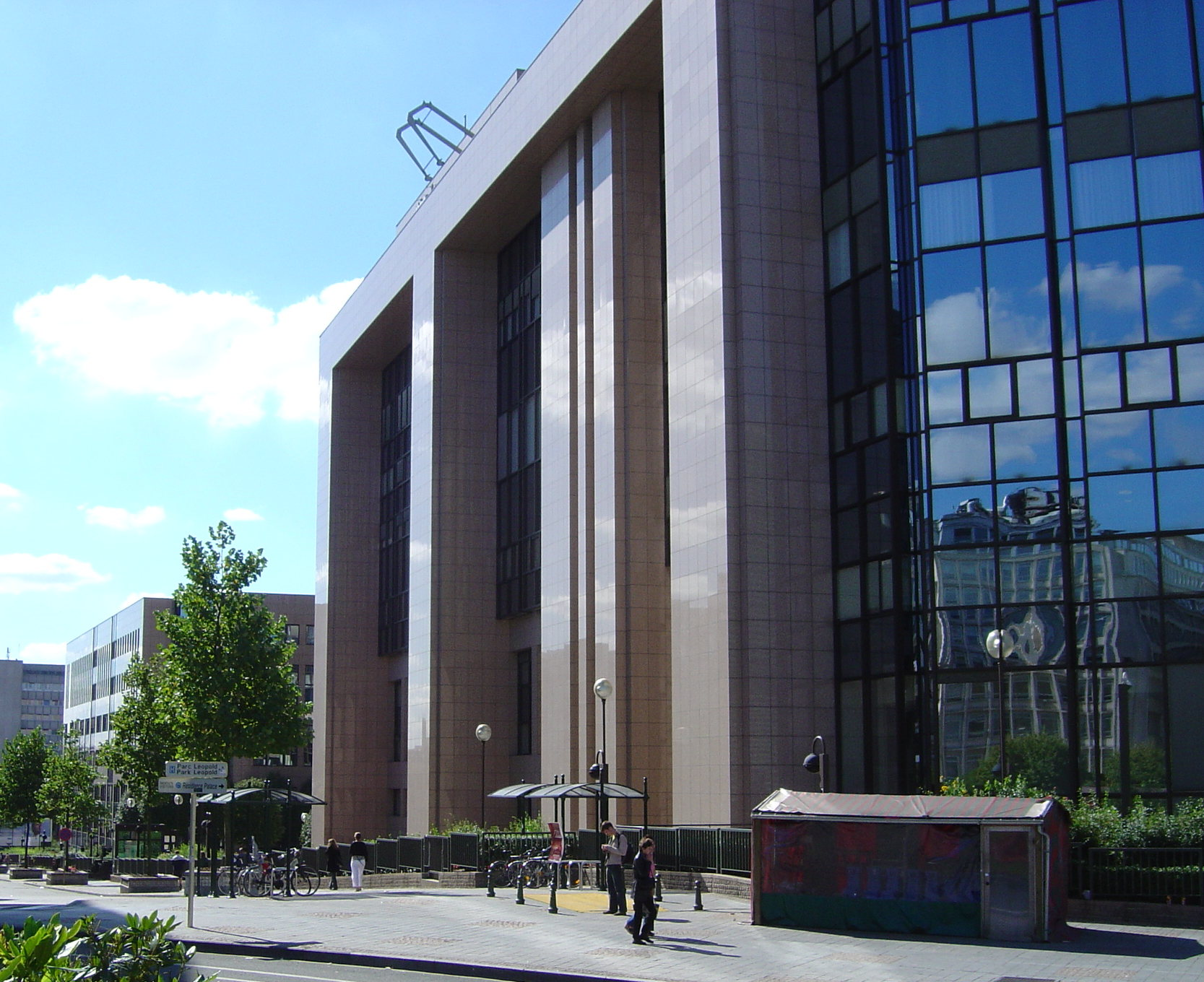
C'est le Conseil de l'Union européenne qui a conclu l'accord pour l'Union européenne.

L’accord de Cotonou entre l'Union européenne et les États d'Afrique, Caraïbes et Pacifique (ACP) a été signé le 23 juin 2000 dans la capitale économique du Bénin, après l'expiration de la convention de Lomé. Conclu pour 20 ans, cet accord, révisé tous les 5 ans, réunit les 79 États du groupe ACP et les 28 pays de l'Union européenne (27 à présent), soit une population totale de plus de 700 millions de personnes.
Du fait de son expiration en 2020, un accord de remplacement est en cours de négociation depuis septembre 2018, un accord politique sur le contenu de ce nouveau partenariat a été trouvé en décembre 2020 entre l'UE et l'Organisation des États d'Afrique, des Caraïbes et du Pacifique. Cet accord post-Cotonou a été paraphé le 15 avril 2021 et finalement signé en 2023, il est dénommé accord de Samoa.

## Axes et objectifs
Entré en vigueur depuis le 1er avril 2003, l'accord de Cotonou a pour objectif de rétablir les équilibres macro-économiques, de développer le secteur privé, d'améliorer les services sociaux, de favoriser l'intégration régionale, de promouvoir l'égalité des chances hommes-femmes, de protéger l'environnement et d'abolir de manière progressive et réciproque les entraves aux échanges commerciaux. Les accords de partenariat économique (APE), en cours de négociation, renforcent l'abaissement des barrières  douanières prévues par cet accord.
L’accord de Cotonou comprend cinq axes.
1. En conformité avec les prescriptions de l’Organisation mondiale du commerce (OMC), il vise désormais prioritairement à intégrer les pays ACP dans l’économie mondiale en libéralisant les échanges. L’accord met notamment fin au Stabex et au Sysmin, mécanismes de stabilisation des prix qui garantissaient les recettes des exportations des pays ACP pour les produits agricoles (Stabex) et pour les produits miniers (Sysmin), du moins sous les formes qui étaient les leurs depuis 1975.
2. L’aide n’est plus automatique et dépend de la réalisation de performances (réformes institutionnelles, utilisation des ressources, réduction de la pauvreté, mesures de développement durable…). Chaque pays dispose d’une enveloppe qui couvre l’aide programmée sur la base d’une stratégie de coopération nationale (SCN). L'aide se voit ainsi conditionnée.
3. La lutte contre la pauvreté, objectif central de l’accord, mêle les dimensions politiques (coopération régionale), économiques (développement du secteur privé, réformes structurelles et sectorielles), sociales (jeunes, égalité des chances), culturelles et environnementales de chaque pays.
4. Les populations concernées doivent être informées et consultées afin d’accroître la participation des acteurs économiques, sociaux et associatifs locaux à la mise en œuvre des projets.
5. Un « dialogue politique » est prévu sur toutes les questions d’intérêt mutuel, aussi bien au niveau national, régional ou du groupe ACP. Des procédures sont instituées en cas de violation des droits de l’homme ou de corruption, notamment la suspension de l’aide.

Outre ces cinq axes, dans le cadre de sa politique d'immigration, l'UE a inséré dans l'accord une clause-cadre obligeant les États ACP à prévoir des accords de réadmission de leurs ressortissants entrés irrégulièrement en Europe.
La révision de 2005 porte principalement sur les modifications et aspects suivants : 
- Dimension politique : consolidation de la dimension politique par l’adoption d’une approche axée sur le dialogue et les résultats (articles 8, 9, 96, 97 et annexe VII) ; introduction d’une disposition relative à la Cour pénale internationale, d’une référence à la lutte contre la prolifération des armes de destruction massive, d’une clause réaffirmant les efforts de coopération internationale des partenaires dans la lutte contre le terrorisme et d’une disposition sur les activités mercenaires.
- Stratégies de développement : introduction de modifications dans le domaine des stratégies sectorielles ; ajout d'une référence à la promotion de la lutte contre les maladies liées à la pauvreté, ainsi qu’à la protection de la santé sexuelle et reproductive et des droits des femmes ; introduction de dispositions destinées à faciliter l’accès des acteurs non étatiques aux ressources des programmes indicatifs ; facilitation de la coopération entre les États ACP et les autres pays en développement (coopération régionale); promotion des savoirs traditionnels dans le cadre du développement économique sectoriel; renforcement des dispositions relatives aux États ACP insulaires.
- Renforcement de la souplesse et de l’efficacité de la mise en œuvre de la facilité d’investissement, gérée par la Banque européenne d’investissement.
- Procédures de mise en œuvre et de gestion : la première révision prévoyait, entre autres, une plus grande souplesse dans l'allocation des ressources ; la possibilité d’utiliser les ressources pour financer des stratégies de promotion de la paix, de gestion et de résolution des conflits et de consolidation de la paix au sortir des conflits ; la reformulation des responsabilités des agents chargés de la gestion et de l'exécution des ressources du Fonds.

## Institutions
Il y a trois institutions principales : le Conseil des ministres, le Comité des Ambassadeurs et l'Assemblée parlementaire paritaire.

## Sources

## Compléments